# Mäntyharju
Mäntyharju es un municipio de Finlandia.

## Geografía
Está localizado en la provincia de Finlandia Oriental y es parte de la región de Savonia del Sur. Cubre una área de 1210,99 kilómetros cuadrados de los cuales 229 km² corresponden a agua.
Sus municipios aledaños son: Heinola, Hirvensalmi, Kouvola, Mikkeli, Pertunmaa y Savitaipale.

## Cultura
Las casas de verano o cottages ubicadas en el campo son parte de la cultura de Finlandia donde la mayoría de familias pasan sus vacaciones de verano. Mäntyharju es el municipio que posee la mayoría de las casas de verano en Finlandia. Su popularidad radica en la gran cantidad de lagos y su cercanía a Helsinki. Durante el verano, la población llega a duplicar su cantidad.
El Centro de arte Salmela aloja uno de los actos culturales más grandes de Finlandia en los meses de julio y agosto.
Solo se habla finés.

## Personas notables
- Edward Vesala (1945-1999), compositor de jazz de vanguardia finlandés.
- Antti Jaatinen (b. 1987), jugador de hockey sobre hielo.